# Kallimini

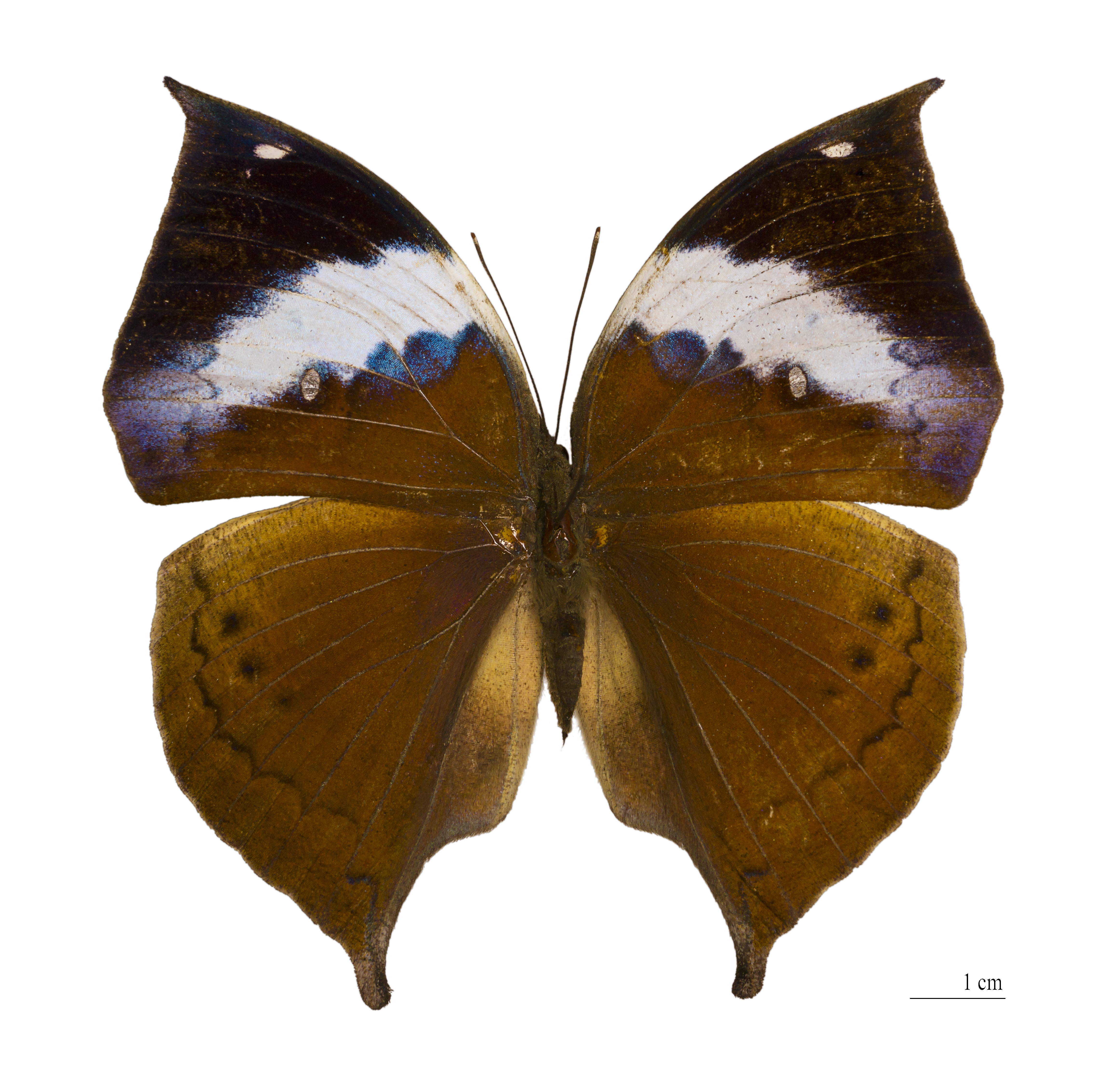
Kallima paralekta

Kallimini es una tribu  de lepidópteros de la subfamilia  Nymphalinae, familia Nymphalidae.

## Lista de géneros
- Catacroptera Karsch, 1894
- Doleschallia C. & R. Felder, 1860
- Hypolimnas
- Kallima Doubleday, 1849
- Mallika Collins & Larsen, 1991

En algunas clasificaciones, Hypolimnas está emplazada en Junoniini.